# Tayk
Dans les textes relatifs à l'histoire de l'Arménie, le nom Tayk ou Tayk’ (en arménien Տայք) est souvent utilisé en tant que pars pro toto pour la région nord-ouest de l'Arménie historique, aujourd'hui située dans le nord-est de la Turquie. Dans un sens restreint, le nom se réfère à sa quatorzième province selon le géographe arménien du VIIe siècle Anania de Shirak, ultérieurement géorgianisée. Les équivalents géorgiens sont Tao (ტაო, pour la province) et Tao-Klarjeti (pour la région). 
Il couvrait une partie des actuelles provinces turques d'Artvin et d'Erzurum.

## Histoire
Longtemps possession des Mamikonian, le Tayk est légué en 1001 par son dernier prince bagratide, David de Tayk, à l'empereur byzantin Basile II.

## Districts

Les quinze provinces de l'Arménie historique, avec le Tayk au nord-ouest.

Le Tayk se compose de huit districts ou cantons (gavar, գավառ) : 
- Koł (Կող) ;
- Berdac’p’or (Բերդաց փոր) ;
- Partizac’p’or (Պարտիզաց փոր) ;
- Čakk’ (Ճակք) ;
- Bołxa (Բուղխա) ;
- Ok’aŀē (Ոքաղե) ;
- Azordac’p’or (Ազորդաց փոր) ;
- Arseac’p’or (Ալաեաց փոր).